# Campionati del mondo di atletica leggera 2023 - 100 metri piani femminili
La specialità dei 100 metri piani femminili dei campionati del mondo di atletica leggera 2023 si è svolta il 20 e il 21 agosto al Centro nazionale di atletica leggera di Budapest, in Ungheria.

## Podio
| Pos.    | Atleta                  | Nazionalità | Tempo |
| ------- | ----------------------- | ----------- | ----- |
| Oro     | Sha'Carri Richardson    | Stati Uniti | 10"65 |
| Argento | Shericka Jackson        | Giamaica    | 10"72 |
| Bronzo  | Shelly-Ann Fraser-Pryce | Giamaica    | 10"77 |

## Situazione pre-gara

### Record
Prima di questa competizione, il record del mondo (RM) e il record dei campionati (RC) erano i seguenti.
| Record                | Prestazione | Atleta                               | Data                                     | Competizione  |
| --------------------- | ----------- | ------------------------------------ | ---------------------------------------- | ------------- |
| Record mondiale       | 10"49       | Florence Griffith-Joyner Stati Uniti | 16 luglio 1988 Indianapolis, Stati Uniti |               |
| Record dei campionati | 10"67       | Shelly-Ann Fraser-Pryce Giamaica     | 17 luglio 2022 Eugene, Stati Uniti       | Mondiali 2022 |

### Campionesse in carica
I campionesse in carica a livello mondiale e olimpico erano:
| Campionessa | Atleta                           | Prestazione | Data                               | Competizione         |
| ----------- | -------------------------------- | ----------- | ---------------------------------- | -------------------- |
| Olimpica    | Elaine Thompson-Herah Giamaica   | 10"61       | 31 luglio 2021 Tokyo, Giappone     | Giochi olimpici 2021 |
| Mondiale    | Shelly-Ann Fraser-Pryce Giamaica | 10"67       | 17 luglio 2022 Eugene, Stati Uniti | Mondiali 2022        |

### La stagione
Prima di questa gara, le atlete con le migliori tre prestazioni dell'anno erano:
| Pos. | Atleta                            | Prestazione | Data                              |
| ---- | --------------------------------- | ----------- | --------------------------------- |
| 1    | Shericka Jackson Giamaica         | 10"65       | 7 luglio 2023 Kingston, Giamaica  |
| 2    | Sha'Carri Richardson Stati Uniti  | 10"71       | 6 luglio 2023 Eugene, Stati Uniti |
| 3    | Marie-Josée Ta Lou Costa d'Avorio | 10"75       | 15 giugno 2023 Oslo, Norvegia     |

## Risultati

### Batterie
Le batterie si sono svolte a partire dalle 12:10 del 20 agosto. Si sono qualificate alle semifinali le prime 3 di ogni batteria (Q) e i 3 tempi migliori tra le escluse (q).

#### Batteria 1
| Posizione | Corsia | Atleta          | Nazionalità                   | Tempo | Note                                     |
| --------- | ------ | --------------- | ----------------------------- | ----- | ---------------------------------------- |
| 1         | 4      | Julien Alfred   | Saint Lucia                   | 10"99 | Q                                        |
| 2         | 2      | Daryll Neita    | Regno Unito                   | 11"03 | Q                                        |
| 3         | 6      | Gina Bass       | Gambia                        | 11"10 | Q                                        |
| 4         | 3      | Géraldine Frey  | Svizzera                      | 11"26 | q                                        |
| 5         | 9      | Delphine Nkansa | Belgio                        | 11"40 |                                          |
| 6         | 8      | Ángela Tenorio  | Ecuador                       | 11"52 |                                          |
| 7         | 5      | Farzaneh Fasihi | Iran                          | 11"63 |                                          |
| 8         | 7      | Zarinae Sapong  | Isole Marianne Settentrionali | 13"04 | Miglior prestazione personale stagionale |

#### Batteria 2
| Posizione | Corsia | Atleta                      | Nazionalità | Tempo | Note                                     |
| --------- | ------ | --------------------------- | ----------- | ----- | ---------------------------------------- |
| 1         | 5      | Brittany Brown              | Stati Uniti | 11"01 | Q                                        |
| 2         | 6      | Dina Asher-Smith            | Regno Unito | 11"04 | Q                                        |
| 3         | 2      | Jaël Bestué                 | Spagna      | 11"28 | Q                                        |
| 4         | 3      | Veronica Shanti Pereira     | Singapore   | 11"33 |                                          |
| 5         | 4      | Halle Hazzard               | Grenada     | 11"34 | Miglior prestazione personale stagionale |
| 6         | 7      | Salomé Kora                 | Svizzera    | 12"18 |                                          |
| 7         | 9      | Chloe David                 | Vanuatu     | 12"88 |                                          |
|           | 8      | Yunisleydis de la C. García | Cuba        | dq    | TR16.8                                   |

#### Batteria 3
| Posizione | Corsia | Atleta                | Nazionalità       | Tempo | Note |
| --------- | ------ | --------------------- | ----------------- | ----- | ---- |
| 1         | 8      | Ewa Swoboda           | Polonia           | 10"98 | Q    |
| 2         | 4      | Tamari Davis          | Stati Uniti       | 11"06 | Q    |
| 3         | 5      | N'Ketia Seedo         | Paesi Bassi       | 11"11 | Q    |
| 4         | 6      | Rani Rosius           | Belgio            | 11"18 | q    |
| 5         | 3      | Murielle Ahouré-Demps | Costa d'Avorio    | 11"29 |      |
| 6         | 2      | Leah Bertrand         | Trinidad e Tobago | 11"32 |      |
| 7         | 9      | Mudhawi Alshammari    | Kuwait            | 11"93 |      |
| 8         | 7      | Silina Pha Aphay      | Laos              | 12"67 |      |

#### Batteria 4
| Posizione | Corsia | Atleta                   | Nazionalità       | Tempo | Note                          |
| --------- | ------ | ------------------------ | ----------------- | ----- | ----------------------------- |
| 1         | 7      | Shericka Jackson         | Giamaica          | 11"06 | Q                             |
| 2         | 6      | Michelle-Lee Ahye        | Trinidad e Tobago | 11"16 | Q                             |
| 3         | 4      | Gina Lückenkemper        | Germania          | 11"21 | Q                             |
| 4         | 3      | Rosemary Chukwuma        | Nigeria           | 11"24 | q                             |
| 5         | 8      | Olivia Fotopoulou        | Cipro             | 11"38 |                               |
| 6         | 2      | Vitória Cristina Rosa    | Brasile           | 11"57 |                               |
| 7         | 5      | Natacha Ngoye Akamabi    | Rep. del Congo    | 11"60 |                               |
| 8         | 9      | Kesaia Boletakanakandavu | Figi              | 12"46 | Miglior prestazione personale |

#### Batteria 5
| Posizione | Corsia | Atleta                | Nazionalità    | Tempo | Note                          |
| --------- | ------ | --------------------- | -------------- | ----- | ----------------------------- |
| 1         | 6      | Sha'Carri Richardson  | Stati Uniti    | 10"92 | Q                             |
| 2         | 4      | Natasha Morrison      | Giamaica       | 11"02 | Q                             |
| 3         | 5      | Zaynab Dosso          | Italia         | 11"14 | Q                             |
| 4         | 9      | Maboundou Koné        | Costa d'Avorio | 11"26 |                               |
| 5         | 2      | Kryscina Cimanoŭskaja | Polonia        | 11"32 |                               |
| 6         | 7      | Torrie Lewis          | Australia      | 11"45 |                               |
| 7         | 3      | Sydney Francisco      | Palau          | 11"48 | Miglior prestazione personale |
|           | 8      | Imani Lansiquot       | Regno Unito    | dq    | TR16.8                        |

#### Batteria 6
| Posizione | Corsia | Atleta                 | Nazionalità    | Tempo | Note                                     |
| --------- | ------ | ---------------------- | -------------- | ----- | ---------------------------------------- |
| 1         | 6      | Marie-Josée Ta Lou     | Costa d'Avorio | 11"08 | Q                                        |
| 2         | 4      | Shashalee Forbes       | Giamaica       | 11"12 | Q                                        |
| 3         | 2      | Boglárka Takács        | Ungheria       | 11"18 | Q                                        |
| 4         | 5      | Patrizia van der Weken | Lussemburgo    | 11"38 |                                          |
| 5         | 8      | Bree Masters           | Australia      | 11"43 |                                          |
| 6         | 9      | Magdalena Stefanowicz  | Polonia        | 11"43 |                                          |
| 7         | 7      | Arialis Gandulla       | Portogallo     | 11"47 |                                          |
| 8         | 3      | Jovita Arunia          | Isole Salomone | 13"20 | Miglior prestazione personale stagionale |

#### Batteria 7
| Posizione | Corsia | Atleta                  | Nazionalità    | Tempo | Note |
| --------- | ------ | ----------------------- | -------------- | ----- | ---- |
| 1         |        | Shelly-Ann Fraser-Pryce | Giamaica       | 11"01 | Q    |
| 2         |        | Mujinga Kambundji       | Svizzera       | 11"08 | Q    |
| 3         |        | Zoe Hobbs               | Nuova Zelanda  | 11"14 | Q    |
| 4         |        | Lorène Bazolo           | Portogallo     | 11"29 |      |
| 5         |        | Khamica Bingham         | Canada         | 11"29 |      |
| 6         |        | Rebekka Haase           | Germania       | 11"43 |      |
| 7         |        | Arisa Kimishima         | Giappone       | 11"73 |      |
| 8         |        | Yara Ahmed Abuljadayel  | Arabia Saudita | 13"54 |      |

### Semifinali
Le semifinali saranno disputate dalle 20:35 (ora locale di Budapest) del 21 agosto. Si sono qualificate in finale le prime 2 di ogni batteria (Q) e i 3 tempi migliori (q).

#### Batteria 1
| Posizione | Corsia | Atleta                  | Nazionalità       | Tempo | Note     |
| --------- | ------ | ----------------------- | ----------------- | ----- | -------- |
| 1         | 7      | Shelly-Ann Fraser-Pryce | Giamaica          | 10"89 | Q        |
| 2         | 6      | Tamari Davis            | Stati Uniti       | 10"98 | Q        |
| 3         | 5      | Ewa Swoboda             | Polonia           | 11"01 | (.010) q |
| 4         | 4      | Daryll Neita            | Regno Unito       | 11"03 |          |
| 5         | 3      | Michelle-Lee Ahye       | Trinidad e Tobago | 11"18 | (.180)   |
| 5         | 2      | Gina Lückenkemper       | Germania          | 11"18 | (.180)   |
| 7         | 8      | Zaynab Dosso            | Italia            | 11"19 |          |
| 8         | 9      | Rosemary Chukwuma       | Nigeria           | 11"26 |          |

#### Batteria 2
| Posizione | Corsia | Atleta               | Nazionalità    | Tempo | Note                                     |
| --------- | ------ | -------------------- | -------------- | ----- | ---------------------------------------- |
| 1         | 5      | Shericka Jackson     | Giamaica       | 10"79 | (.787) Q                                 |
| 1         | 7      | Marie-Josée Ta Lou   | Costa d'Avorio | 10"79 | (.787) Q                                 |
| 3         | 6      | Sha'Carri Richardson | Stati Uniti    | 10"84 | q                                        |
| 4         | 8      | Zoe Hobbs            | Nuova Zelanda  | 11"02 |                                          |
| 5         | 4      | Mujinga Kambundji    | Svizzera       | 11"04 | Miglior prestazione personale stagionale |
| 6         | 3      | Shashalee Forbes     | Giamaica       | 11"12 |                                          |
| 7         | 9      | Jaël Bestué          | Spagna         | 11"25 |                                          |
| 8         | 2      | Boglárka Takács      | Ungheria       | 11"26 |                                          |

#### Batteria 3
| Posizione | Corsia | Atleta           | Nazionalità | Tempo | Note     |
| --------- | ------ | ---------------- | ----------- | ----- | -------- |
| 1         | 5      | Julien Alfred    | Saint Lucia | 10"92 | Q        |
| 2         | 4      | Brittany Brown   | Stati Uniti | 10"97 | Q        |
| 3         | 7      | Dina Asher-Smith | Regno Unito | 11"01 | (.010) q |
| 4         | 6      | Natasha Morrison | Giamaica    | 11"03 |          |
| 5         | 8      | N'Ketia Seedo    | Paesi Bassi | 11"17 |          |
| 6         | 3      | Gina Bass        | Gambia      | 11"19 |          |
| 7         | 2      | Rani Rosius      | Belgio      | 11"20 |          |
| 8         | 9      | Géraldine Frey   | Svizzera    | 11"28 |          |

### Finale
La finale è stata disputata alle 21:55 del 21 agosto.
| Posizione | Corsia | Atleta                  | Nazionalità    | Tempo | Note                                     |
| --------- | ------ | ----------------------- | -------------- | ----- | ---------------------------------------- |
|           | 9      | Sha'Carri Richardson    | Stati Uniti    | 10"65 | Record dei campionati                    |
|           | 4      | Shericka Jackson        | Giamaica       | 10"72 |                                          |
|           | 5      | Shelly-Ann Fraser-Pryce | Giamaica       | 10"77 | Miglior prestazione personale stagionale |
| 4         | 7      | Marie-Josée Ta Lou      | Costa d'Avorio | 10"81 |                                          |
| 5         | 6      | Julien Alfred           | Saint Lucia    | 10"93 |                                          |
| 6         | 1      | Ewa Swoboda             | Polonia        | 10"97 | (.966)                                   |
| 7         | 3      | Brittany Brown          | Stati Uniti    | 10"97 | (.969)                                   |
| 8         | 2      | Dina Asher-Smith        | Regno Unito    | 11"00 |                                          |
| 9         | 8      | Tamari Davis            | Stati Uniti    | 11"03 |                                          |